# Distretto di Medak
Medak è un distretto dell'India di 2 662 296 abitanti. Capoluogo del distretto è Sangareddy.

## Mandals
Ci sono 45 comuni (in telugu మండలాలు, maṇḍalālu) nel distretto di Medak.
1. Manoor
2. Kangti
3. Kalher
4. Narayankhed
5. Regode
6. Shankarampet
7. Alladurg
8. Tekmal
9. Papannapet
10. Kulcharam
11. Medak
12. Shankarampet
13. Ramayampet
14. Dubbak
15. Mirdoddi
16. Siddipet
17. Chinna Kodur
18. Nanganur
19. Kondapak
20. Jagadevpur
21. Gajwel
22. Doultabad
23. Chegunta
24. Yeldurthy
25. Kowdipalle
26. Andole
27. Raikode
28. Nyalkal
29. Jharasangam
30. Zahirabad
31. Kohir
32. Munpalle
33. Pulkal
34. Sadasivpet
35. Kondapur
36. Sangareddy
37. Patancheru
38. Ramachandrapuram
39. Jinnaram
40. Hathnoora
41. Narsapur
42. Shivampet
43. Tupran
44. Wargal
45. Mulug